# USS Sims (1939)
De USS Sims (DD-409) was het naamschip van de 1.750-ton torpedobootjager-klasse. Ze werd gebouwd in Bath Iron Works, in Bath, Maine, samen met de USS Hughes (DD-410) en werd ze in dienst gesteld op 1 augustus 1939. Het schip werd genoemd naar William Sims, een prominente hervormer in het scheepsgeschut en de verbeterbare toepassingen van torpedobootjagers. De USS Sims opereerde in de Atlantische Oceaan, voor de volgende 30 maanden. Daarna voer ze voor het laatst in de Stille Oceaan en de Koraalzee.

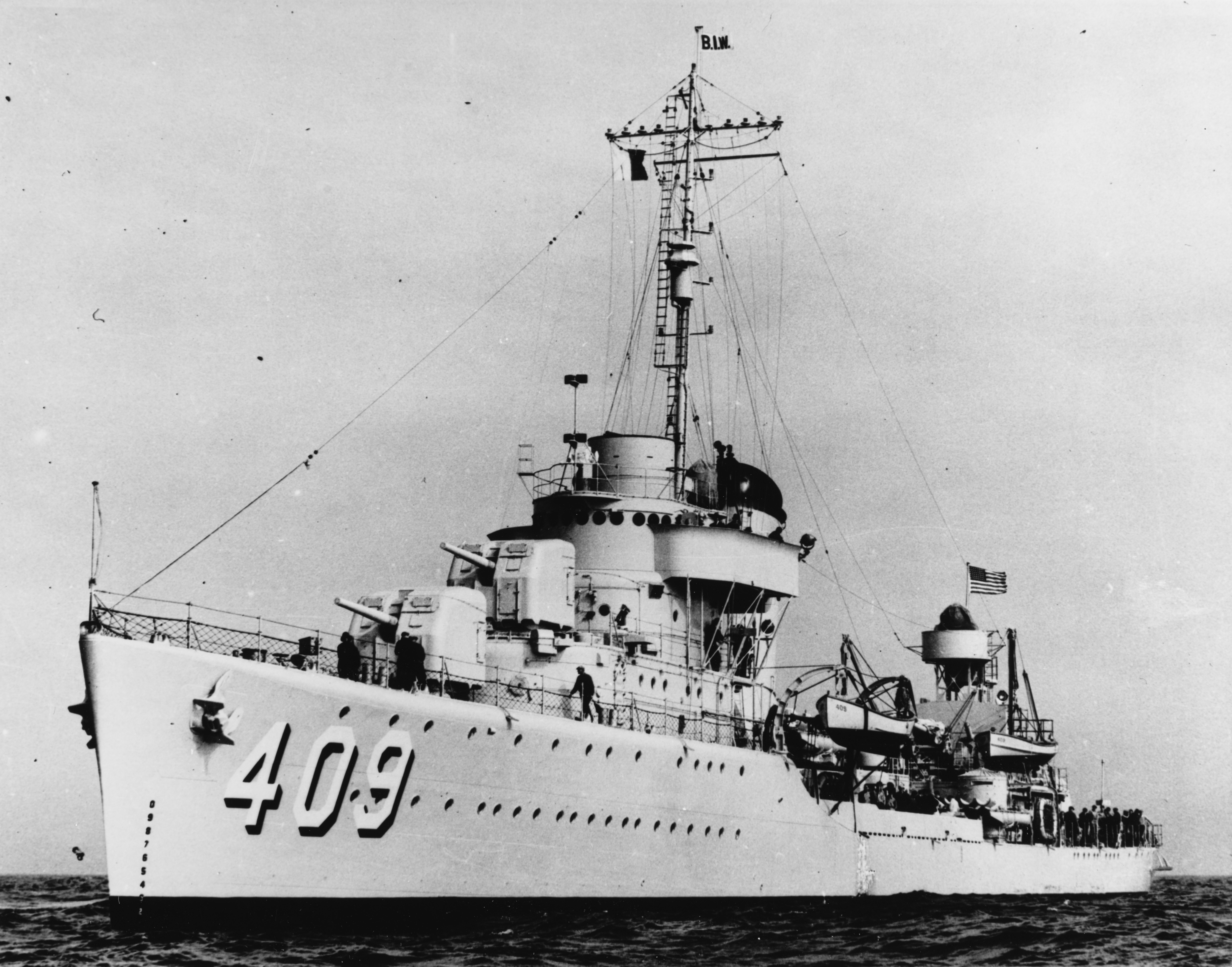
USS Sims (DD-409)

## Geschiedenis
De USS Sims nam deel aan vloot- en trainingoefeningen met neutrale patrouilles en "short of war"-operaties. Vervolgens werd ze, na de Japanse aanval op Pearl Harbor op 7 december 1941, overgeplaatst naar de Stille Oceaan. Spoedig werd ze als eenheid, in 1942, van Task Force 17 ingedeeld. De USS Sims opereerde in het midden en zuiden van de Grote Oceaan en begeleidde het vliegdekschip USS Yorktown (CV-5).
Begin mei 1942 werd ze toegewezen tot het escorteren van de olietanker USS Neosho (AO-23), als de USS Yorktown en de USS Lexington (CV-2), om een Japanse vlootstrijdmacht aan te pakken die Port Moresby, Nieuw-Guinea en Australië bedreigde. In de vroege fase van het gevolg van de Slag in de Koraalzee op 7 mei 1942, vonden vijandelijke carriervliegtuigen de begeleidende torpedobootjager USS Sims en de olietanker USS Neosho, die op weg waren naar Task Force 11 en 17 van de viceadmiraals Fletcher en Fitch. De Japanners hielden de Amerikaanse olietanker aanvankelijk voor een vliegdekschip.

## Hun ondergang
Op de morgen van 7 mei werden de torpedobootjager en de olietanker aangevallen door de Japanse marineluchtmacht. Om 09.30 u vielen 15 Japanse bommenwerpers de twee schepen aan, maar brachten hun geen schade toe. Om 10.38, vielen 10 Japanse vliegtuigen weer de beide schepen aan, maar behendig manoeuvreerden ze weg van de 9 gedropte bommen, die bijna treffers werden. Een derde aanval tegen de beide oorlogsschepen, door 36 duikbommenwerpers, was deze keer echter vernietigend en verwoestend.
De olietanker USS Neosho werd spoedig een brandend wrak, als resultaat van 7 directe aanvallen en door een vliegtuig, dat op haar dek insloeg.
De USS Sims werd aan beide zijden aangevallen. De torpedobootjager verdedigde zich zo goed als ze kon, maar tegen deze overmacht was ze kansloos. Drie 500 kg-bommen raakten de USS Sims. Twee explodeerden in de machinekamer, en weinige minuten later, brak het midscheeps in tweeën en begon het schip te zinken, met het achterschip eerst. Terwijl de USS Sims naar onder gleed, was er een ontploffing, die het oorlogsschip 15 meter uit het water liet oprijzen. De officier R. J. Dicken, die in een beschadigde reddingsloep zat, pikte 15 andere overlevenden uit zee op.
Zij waren de overgeblevenen, samen met die van de nog drijvende USS Neosho (ondanks de zeer zware schade), tot zij werden gered door de torpedobootjager USS Henley (DD-391) op 11 mei. De op drift geslagen en van voor tot achter brandende tanker USS Neosho, kreeg het genadeschot van de USS Henley. De positie waar de USS Sims ten onder ging was op 15°105 Z. en 158°05 O.

## USS Sims (DD-409)
- Klasse: Eigen naam-klasse (Sims-klasse)
- Type: Torpedobootjager U.S. Navy
- Werf: Bath Iron Works, Bath, Maine, USA
- Gebouwd: 15 juli 1937
- Te water gelaten: 8 april 1939
- In dienst gesteld: 1 augustus 1939
- Verloren gegaan: 7 mei 1942 (Slag in de Koraalzee)

### Technische gegevens
- Lengte: 106 m
- Breedte: 11 m
- Waterverplaatsing: 1.570 ton
- Diepgang: 2,75 m
- Snelheid: 35 knopen - (65 km/h)
- Bemanning: 241 officieren en matrozen

### Bewapening
- 4 x 125 mm/38 kanonnen voor dubbel gebruik
- 2 x 4 1.1 inch luchtafweer snelvuurkanonnen
- 2 x 4 21" torpedolanceerbuizen
- 2 x dieptebommengeleiders.